# ذخیره‌گاه زیست‌کره هاتا-کولکین و موری-کولکین
ذخیره‌گاه زیست‌کره هاتا-کولکین و موری-کولکین (به انگلیسی: Hattah-Kulkyne and Murray-Kulkyne Biosphere Reserve) یک ذخیره‌گاه زیست‌کره در استرالیا است که در ویکتوریا (استرالیا) واقع شده‌است.